# 힌디 문학
힌디 문학(-文學, 힌디어: हिन्दी साहित्य, Hindi literature)은 인도 북서부 5개 주(州), 이른바 힌디 지역의 문학을 총칭한다. 이 지역의 방언은 18가지라고 하는데, 시대에 따라 주요 문학용어(文學用語)가 된 것을 연대순으로 열거하면 초기(12-13세기)의 라자스타니, 중기 전반(15-16세기)의 브라지 바샤 및 아와디, 중기 후반(17-18세기)의 브라지 바샤, 현대(19세기 이후)의 카리볼리 힌디어로 구분된다. 카리볼리의 한 형태인 우르두 문학도 포함되어야 할 것이나 관례에 따라 힌두 문학과는 별도의 문학으로 취급한다.
중기 후반까지는 오직 운문학(韻文學) 시대로 산문학은 무(無)에 가까웠다. 힌디 문학의 초기는 영웅 서사시 시대라 일컬어지는데 궁정시인들이 그 보호자인 라지푸트 제왕(諸王)과 그 조상들의 무용(武勇)을 찬미하였다.
이슬람교 침입의 혼란기를 겪은 중기 전반은 가장 결실이 많았던 시대로 대중 가운데서 나와 대중을 상대로 한 열렬신앙(熱烈信仰)의 시인들이 활약하였다. 무속성(無屬性)의 신에 대한 신앙을 설파한 카비르(Kabir: 1440-1518)와 그 후계자들, 유속성(有屬性)의 신 안에서 규범을 지키는 지고인(至高人) 라마를 믿는 시인들, 자유분방한 신 크리슈나(Krishna)를 믿는 시인들, 사랑의 이야기 가운데 교의(敎義)를 엮어 넣은 이슬람교 신비주의시인들 등 4계열로 나뉘며 각각 걸작을 남겨 오랫동안 그 전통을 전하였다.
중기 후반은 궁정시인들이 여성미 · 연정 · 사계절 등을 소재로 하여 수사법(修辭法)의 세련에만 힘썼고, 따라서 독창적 시인이 드물어 작시법(作詩法) 시대라고 통칭된다. 19세기부터는 산문학 시대에 들어가는 동시에, 카리볼리 힌디어가 전 인도적 공통어로서의 지위를 확립하였다. 벵골 문학 및 이를 통해 간접으로 유럽 문학의 영향을 받으면서 프렘 찬드, 연극 · 시의 프라사드, 시의 니랄라 등을 선구자로 급속하게 발달을 하여 불과 1세기 동안에 세계 문학과 어깨를 나란히 하게 되었다. 1947년 독립 후 인도와 파키스탄으로 분리된 때의 혼란을 취재한 문학을 거쳐, 한 지방을 극명하게 묘사한 작품 가운데 우수한 작품이 나와 이른바 지방 소설이 하나의 유행을 이루었다.

## 같이 보기
- 인도 문학
- 베다 문학
- 산스크리트 문학
- 고전 산스크리트 문학

## 참고 문헌
- 이 문서에는 다음커뮤니케이션(현 카카오)에서 GFDL 또는 CC-SA 라이선스로 배포한 글로벌 세계대백과사전의 "언어I·한국문학·논술 > 아시아 문학 > 인도 문학 > 힌디 문학 > 힌디 문학" 항목을 기초로 작성된 글이 포함되어 있습니다.